# VII Festival olimpico invernale della gioventù europea
Il VII Festival olimpico invernale della gioventù europea si è svolto nel 2005 a Monthey, in Svizzera, dal 24 al 28 gennaio.

## Discipline sportive
Durante la terza edizione del Festival si sono disputati 35 eventi sportivi di 8 discipline.
- Biathlon (dettagli)
- Curling (dettagli)
- Hockey su ghiaccio (dettagli)
- Pattinaggio di figura (dettagli)
- Sci alpino (dettagli)
- Sci di fondo (dettagli)
- Short track (dettagli)
- Snowboard (dettagli)

## Medagliere
Paese ospitante
| Pos.   | Paese         |    |    |    |     |
| ------ | ------------- | -- | -- | -- | --- |
| 1      | Russia        | 5  | 4  | 4  | 13  |
| 2      | Francia       | 4  | 3  | 4  | 11  |
| 3      | Finlandia     | 4  | 2  | 2  | 8   |
| 4      | Ungheria      | 4  | 2  | 1  | 7   |
| 5      | Norvegia      | 4  | 1  | 1  | 6   |
| 6      | Austria       | 3  | 4  | 4  | 11  |
| 7      | Rep. Ceca     | 3  | 1  | 0  | 4   |
| 8      | Italia        | 2  | 6  | 0  | 8   |
| 9      | Germania      | 2  | 4  | 5  | 11  |
| 10     | Svizzera      | 1  | 5  | 4  | 10  |
| 11     | Gran Bretagna | 1  | 0  | 1  | 2   |
| 12     | Polonia       | 1  | 0  | 0  | 1   |
| 12     | Svezia        | 1  | 0  | 0  | 1   |
| 14     | Slovenia      | 0  | 2  | 2  | 4   |
| 15     | Danimarca     | 0  | 1  | 0  | 1   |
| 16     | Ucraina       | 0  | 0  | 3  | 3   |
| 17     | Bielorussia   | 0  | 0  | 1  | 1   |
| 17     | Israele       | 0  | 0  | 1  | 1   |
| 17     | Paesi Bassi   | 0  | 0  | 1  | 1   |
| 17     | Slovacchia    | 0  | 0  | 1  | 1   |
| Totale | Totale        | 35 | 35 | 35 | 105 |